# Sozusa dorsoglauca
Sozusa dorsoglauca är en fjärilsart som beskrevs av Walker 1864. Sozusa dorsoglauca ingår i släktet Sozusa och familjen björnspinnare. Inga underarter finns listade i Catalogue of Life.